# 뚫어뻥

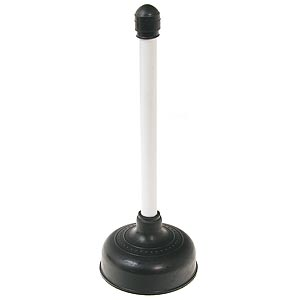

뚫어뻥은 변기나 주방등의 막힌 부분을 공기 압력을 이용하여 뚫는 도구이다. 압축기 혹은 영어로 플런저(영어: plunger)라고도 한다. 앞부분이 반원형의 고무로 되어 있어서 그 부위의 압력차를 이용하는 것이 있고, 피스톤식으로 막힌 부분을 갖다 대고 손잡이를 끌어 당기는 형식의 것 등이 있다.

## 같이 보기
- 달렉